# بيرتي دونيلي
بيرتي دونيلي (بالإنجليزية: Bertie Donnelly)‏ هو دراج أيرلندي، ولد في 1894 في مقاطعة أنترم في المملكة المتحدة، وتوفي في 16 نوفمبر 1977.

## وصلات خارجية
- بيرتي دونيلي على موقع أوليمبيديا (الإنجليزية)